# Dallas Mavericks 1980-1981
La stagione 1980-1981 dei Dallas Mavericks fu la 1ª nella NBA per la franchigia.
I Dallas Mavericks arrivarono sesti nella Midwest Division della Western Conference con un record di 15-67, non qualificandosi per i play-off.

## Risultati
| Squadra           | V  | P  | %    | GB |
| ----------------- | -- | -- | ---- | -- |
| San Antonio Spurs | 52 | 30 | 63,4 | -  |
| Kansas City Kings | 40 | 42 | 48,8 | 12 |
| Houston Rockets   | 40 | 42 | 48,8 | 12 |
| Denver Nuggets    | 37 | 45 | 45,1 | 15 |
| Utah Jazz         | 28 | 54 | 34,1 | 24 |
| Dallas Mavericks  | 15 | 67 | 18,3 | 37 |

## Roster
| N°    | Naz.                   | Ruolo | Sportivo           | Anno | Alt. | Peso |
| ----- | ---------------------- | ----- | ------------------ | ---- | ---- | ---- |
| 6     | Stati Uniti (bandiera) | GA    | Winford Boynes     | 1957 | 198  | 84   |
| 10    | Stati Uniti (bandiera) | G     | Joe Hassett        | 1955 | 196  | 82   |
| 11    | Stati Uniti (bandiera) | AC    | Abdul Jeelani      | 1954 | 203  | 95   |
| 15    | Stati Uniti (bandiera) | G     | Brad Davis         | 1955 | 191  | 82   |
| 17    | Stati Uniti (bandiera) | G     | Ollie Mack         | 1957 | 191  | 84   |
| 20    | Stati Uniti (bandiera) | G     | Geoff Huston       | 1957 | 188  | 79   |
| 21    | Stati Uniti (bandiera) | G     | Chad Kinch         | 1958 | 193  | 86   |
| 25    | Stati Uniti (bandiera) | AC    | Tom LaGarde        | 1955 | 208  | 100  |
| 31    | Stati Uniti (bandiera) | AC    | Richard Washington | 1955 | 211  | 100  |
| 32    | Stati Uniti (bandiera) | A     | Darrell Allums     | 1958 | 206  | 100  |
| 33-34 | Stati Uniti (bandiera) | GA    | Jim Spanarkel      | 1957 | 196  | 86   |
| 34    | Stati Uniti (bandiera) | G     | Austin Carr        | 1948 | 193  | 91   |
| 42    | Stati Uniti (bandiera) | G     | Terry Duerod       | 1956 | 188  | 82   |
| 43    | Stati Uniti (bandiera) | A     | Monti Davis        | 1958 | 201  | 93   |
| 43    | Stati Uniti (bandiera) | GA    | Stan Pietkiewicz   | 1956 | 196  | 91   |
| 44    | Stati Uniti (bandiera) | AC    | Scott Lloyd        | 1952 | 208  | 104  |
| 45    | Stati Uniti (bandiera) | A     | Marty Byrnes       | 1956 | 201  | 98   |
| 52    | Stati Uniti (bandiera) | C     | Ralph Drollinger   | 1954 | 218  | 113  |
| 53    | Stati Uniti (bandiera) | A     | Clarence Kea       | 1959 | 198  | 99   |
| 54    | Stati Uniti (bandiera) | A     | Bill Robinzine     | 1953 | 201  | 104  |
| 54    | Stati Uniti (bandiera) | AC    | Jerome Whitehead   | 1956 | 208  | 100  |

## Staff tecnico
- Allenatore: Dick Motta
- Vice-allenatore: Bob Weiss
- Preparatore atletico: Doug Atkinson